# Warluis
Warluis és un municipi francès, situat al departament de l'Oise i a la regió dels Alts de França. L'any 2007 tenia 1.140 habitants.

## Demografia

### Població
El 2007 la població de fet de Warluis era de 1.140 persones. Hi havia 431 famílies de les quals 75 eren unipersonals (24 homes vivint sols i 51 dones vivint soles), 182 parelles sense fills, 166 parelles amb fills i 8 famílies monoparentals amb fills.
La població ha evolucionat segons el següent gràfic:
Habitants censats

### Habitatges
El 2007 hi havia 485 habitatges, 444 eren l'habitatge principal de la família, 18 eren segones residències i 23 estaven desocupats. 443 eren cases i 39 eren apartaments. Dels 444 habitatges principals, 368 estaven ocupats pels seus propietaris, 65 estaven llogats i ocupats pels llogaters i 11 estaven cedits a títol gratuït; 12 tenien una cambra, 23 en tenien dues, 51 en tenien tres, 109 en tenien quatre i 250 en tenien cinc o més. 315 habitatges disposaven pel capbaix d'una plaça de pàrquing. A 173 habitatges hi havia un automòbil i a 248 n'hi havia dos o més.

### Piràmide de població
La piràmide de població per edats i sexe el 2009 era:
| Homes | Edats   | Dones |
| ----- | ------- | ----- |
| 0     | 95 o +  | 0     |
| 0     | 90 a 94 | 0     |
| 4     | 85 a 89 | 4     |
| 8     | 80 a 84 | 0     |
| 28    | 75 a 79 | 24    |
| 16    | 70 a 74 | 16    |
| 24    | 65 a 69 | 24    |
| 40    | 60 a 64 | 44    |
| 44    | 55 a 59 | 44    |
| 36    | 50 a 54 | 36    |
| 40    | 45 a 49 | 32    |
| 52    | 40 a 44 | 40    |
| 28    | 35 a 39 | 76    |
| 28    | 30 a 34 | 32    |
| 40    | 25 a 29 | 40    |
| 32    | 20 a 24 | 24    |
| 28    | 15 a 19 | 36    |
| 48    | 10 a 14 | 40    |
| 40    | 5 a 9   | 44    |
| 44    | 0 a 4   | 32    |

## Economia
El 2007 la població en edat de treballar era de 738 persones, 527 eren actives i 211 eren inactives. De les 527 persones actives 490 estaven ocupades (264 homes i 226 dones) i 38 estaven aturades (21 homes i 17 dones). De les 211 persones inactives 80 estaven jubilades, 66 estaven estudiant i 65 estaven classificades com a «altres inactius».

### Ingressos
El 2009 a Warluis hi havia 443 unitats fiscals que integraven 1.118 persones, la mediana anual d'ingressos fiscals per persona era de 21.901 €.

### Activitats econòmiques
Dels 62 establiments que hi havia el 2007, 1 era d'una empresa alimentària, 5 d'empreses de fabricació d'altres productes industrials, 11 d'empreses de construcció, 14 d'empreses de comerç i reparació d'automòbils, 8 d'empreses de transport, 5 d'empreses d'hostatgeria i restauració, 1 d'una empresa financera, 1 d'una empresa immobiliària, 10 d'empreses de serveis, 3 d'entitats de l'administració pública i 3 d'empreses classificades com a «altres activitats de serveis».
Dels 18 establiments de servei als particulars que hi havia el 2009, 1 era una oficina de correu, 3 tallers de reparació d'automòbils i de material agrícola, 1 taller d'inspecció tècnica de vehicles, 1 establiment de lloguer de cotxes, 2 fusteries, 3 lampisteries, 2 electricistes, 1 empresa de construcció, 1 perruqueria i 3 restaurants.
Dels 3 establiments comercials que hi havia el 2009, 1 era una botiga de menys de 120 m², 1 una botiga d'electrodomèstics i 1 una botiga de material de revestiment de parets i terra.
L'any 2000 a Warluis hi havia 7 explotacions agrícoles.

## Equipaments sanitaris i escolars
L'únic equipament sanitari que hi havia el 2009 era una farmàcia.
El 2009 hi havia una escola elemental.

## Poblacions més properes
El següent diagrama mostra les poblacions més properes.